# 东北警察故事2
《东北警察故事2》（英語：Fight Against Evil 2）由秦鹏飞、杨秉佳指导，杨秉佳编剧，谢苗、张皓森、张立等人主演的电影。2021年上映的口碑佳作《东北警察故事》的续作，是其系列前传。该片于2023年7月8日上线爱奇艺云影院。

## 剧情
主要讲述了一位嫉恶如仇、正直的东北小警察李红旗（谢苗饰）的故事。在一次相亲中，他意外地揭开了当地涉黄恶霸的存在。随着调查的深入，一个以毒品贩卖和压迫女性为主的地头蛇恶霸团伙渐渐浮出水面，甚至公然对警察进行挑衅。更令他惊讶的是，他最亲密的兄弟竟然也卷入其中。面对一连串无辜女性受害者和一群禽兽不如的罪犯，李红旗决定不畏困难，坚持追查到底，决心消灭这个“黄色毒瘤”。

## 演員
| 演員   | 角色             | 介紹                                         |
| 谢苗   | 李红旗（九哥）   | 滨州市公安局刑警，福利院兄弟姐妹排名老九     |
| 张皓森 | 张金锁           | 滨州市公安局刑警队队长                       |
| 江易轩 | 林优（小优）     | 维也纳娱乐会所女招待                         |
| 张立   | 马强             | 教练，犯罪头目                               |
| 邢瀚   | 陈三江（镇三江） | 凤凰城演艺中心老板                           |
| 刘峰超 | 赵小斌（十八）   | 维也纳娱乐会所总经理，福利院兄弟姐妹排名十八 |
| 房岩   | 赵亮             | 维也纳娱乐会所保安队长                       |
| 周显欣 | 齐大伟           | 维也纳娱乐会所老板                           |

## 制作发行
2022年6月6日，该剧在齐齐哈尔正式杀青
2023年5月10日，该片亮相爱奇艺世界大会
2023年7月3日，该片发布预告
2023年7月6日，该片发布了“踏平罪恶”版主题海报
2023年7月8日，上线爱奇艺云影院